# Гусевский стекольный завод имени Ф. Э. Дзержинского
ОАО «Гусевский стекольный завод имени Ф. Э. Дзержинского» (ОАО «СЗД») — предприятие стекольной промышленности в Гусь-Хрустальном Владимирской области.

## История
Строительство завода началось в 1926 году по проекту московского треста «Стеклострой», первым директором предприятия стал Василий Андреевич Артемьев. 10 сентября 1929 года были пущены четыре машины Фурко и получена первая лента стекла, а на следующий день стекло потянули все десять машин. В 1930-е годы организован цех очкового и приборного стекла, начато производство фотостекла и триплекса.
В 1941 году, с началом Великой Отечественной войны, 707 рабочих и служащих завода ушли на фронт. 228 погибли или умерли от ран. 982 дзержинца были награждены медалями «За доблестный труд в Великой Отечественной войне 1941—1945 гг.».
В начале 1945 года запущена вторая линия вытяжки стекла и, наращивая темпы и объёмы производства, к 1950 году предприятие удвоило выпуск продукции по сравнению с довоенным периодом. Стеклозавод имени Ф. Э. Дзержинского также уделял внимание развитию социальной сферы: 6 ноября 1951 года состоялось открытие заводского клуба, в середине 1950-х вблизи завода сложился новый микрорайон Гусь-Хрустального — Жилучасток, были построены школа, стадион, почтовое отделение, больничный городок.
В 1949 году начался выпуск сталинита и строительство первого в Советском Союзе конвейера шлифовки и полировки стекла. 7 января 1953 года новый конвейер вступил в действие. В конце 1959 года в цехе полированного стекла был пущен участок по выпуску облицовочной плитки из отходов стекла.
Летом 1960 года начал работу цех по производству кварцевого стекла. 30 декабря 1961 года создана Экспериментальная конструкторская заводская лаборатория (ЭКЗЛ). 22 июля 1966 года Указом Президиума Верховного Совета СССР за досрочное выполнение заданий семилетнего плана, большую работу по комплексной механизации технологических процессов, модернизации основного оборудования и увеличение выпуска полированного и технического стекла стеклозавод имени Ф. Э. Дзержинского был награждён орденом Трудового Красного Знамени.
В марте 1967 года был пущен в эксплуатацию цех профильного стекла, в 1970 году — цех по выпуску автомобильного стекла. В 1980 году производство профильного стекла было прекращено и на этой системе начат выпуск армированного и узорчатого стекла.
В 1984 году вступил в строй цех по выработке кварцевых стержней, в 1985 году введена в действие линия производства стеклокристаллических плит. 
6 июня 1985 года завод был награждён орденом Трудового Красного Знамени.
В 1987 году начато строительство цеха световодных заготовок.
Продукция завода направлялась на строительство самых ответственных объектов в СССР: в 1951 году большая партия зеркал «Мороз» была изготовлена для ВДНХ, в феврале 1952-го около 4 тыс. м² крупногабаритного стекла было поставлено в новое здание МГУ, в 1953 году 21 вагон зеркал и полированных фигурных стёкол отгружен для московского ГУМа. Правительственными наградами было отмечено участие коллектива в выполнении космических программ. Завод являлся базовым предприятием по подготовке кадров, освоению и пуску стекольных заводов, строящихся при содействии СССР в зарубежных странах.
В 1990-е годы на территории прежде единого завода размещались 4 организации: Стекольный завод имени Ф. Э. Дзержинского, «Техстек», «Стройтехстекло» и «Магистраль».

## Продукция
- Изделия из прозрачного кварцевого стекла (трубы, стержни, пластины, капилляры различного назначения, смотровые стёкла, посуда для химических лабораторий, цветное кварцевое стекло и др.).
- Изделия из непрозрачного кварцевого стекла (кислоутопорные и термостойкие ёмкости).
- Листовое стекло.
- Закалённое стекло (триплекс, сталинит).
- Изделия из листового технического стекла (мебельные и автомобильные зеркала, защитные стёкла для приборов, очковые стёкла).
- Сувениры из горного хрусталя.